# Saint-Cyr (Manche)
Saint-Cyr is een gemeente in het Franse departement Manche (regio Normandië) en telt 196 inwoners (2005). De plaats maakt deel uit van het arrondissement Cherbourg-Octeville.

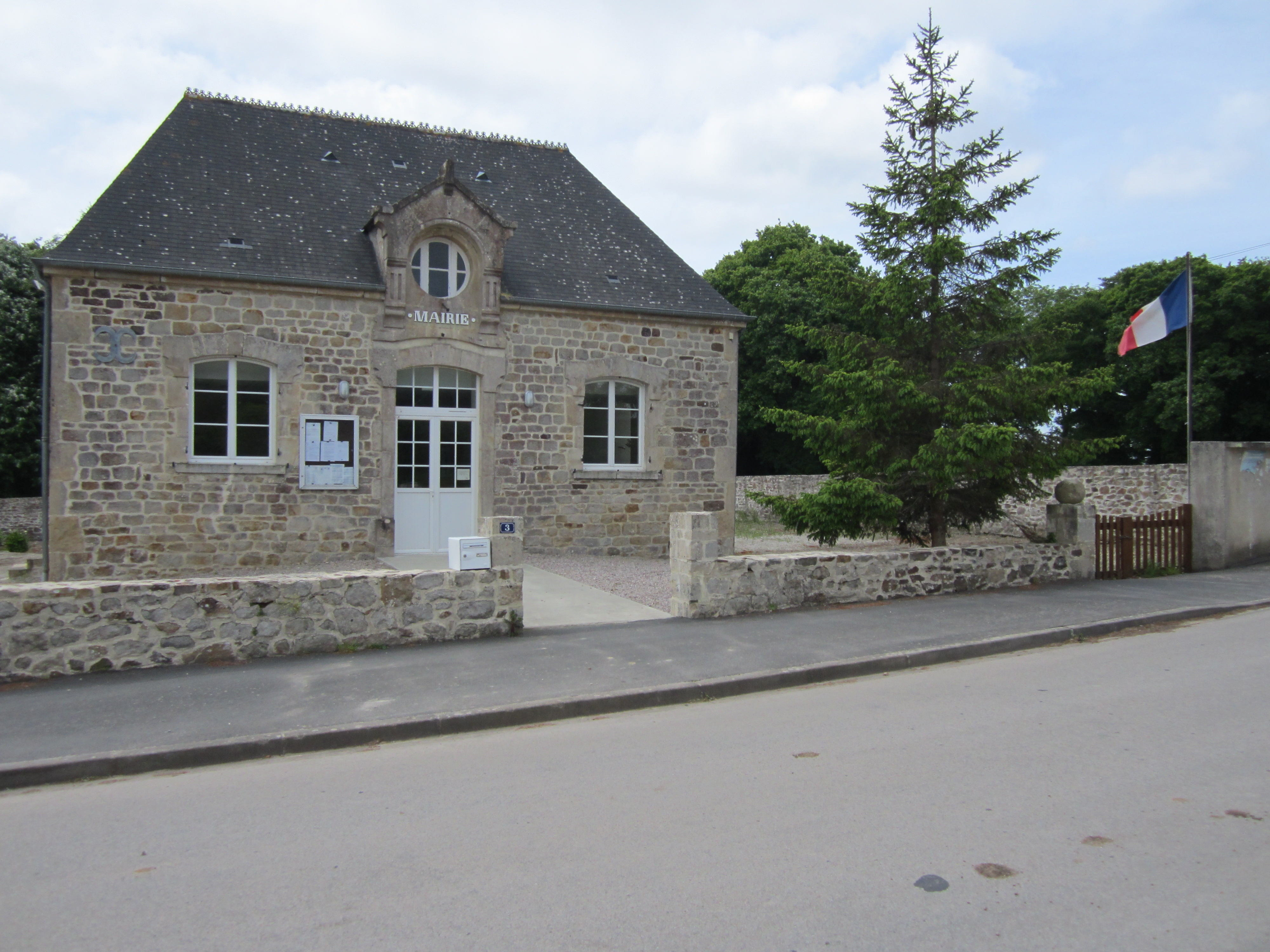
Gemeentehuis
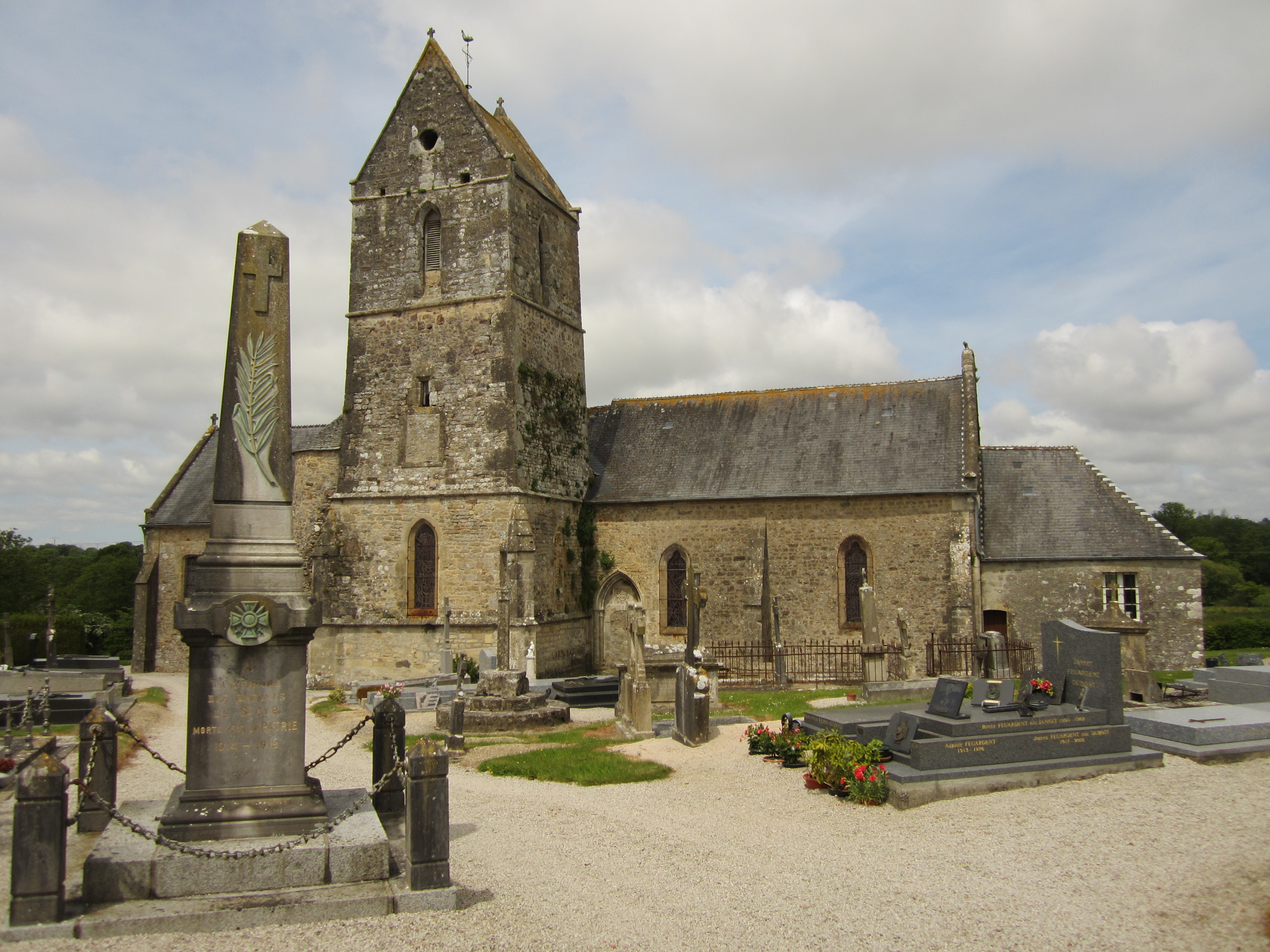
Kerk Saint-Cyr-et-Sainte-Juliette

## Geografie
De oppervlakte van Saint-Cyr bedraagt 5,7 km², de bevolkingsdichtheid is 34,4 inwoners per km².
De onderstaande kaart toont de ligging van Saint-Cyr (Manche) met de belangrijkste infrastructuur en aangrenzende gemeenten.

## Demografie
Onderstaande figuur toont het verloop van het inwonertal (bron: INSEE-tellingen).

1. ↑  Populations de référence 2022.